# Национальный институт США по проблемам старения

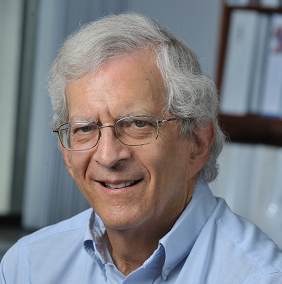
Директор NIA Ричард Хоудс

Национальный институт США по проблемам старения (англ. National Institute on Aging, NIA) является одним из Национальных институтов здравоохранения США (NIH). NIA ведёт широкую научную работу, чтобы понять природу старения и продлить здоровые, активные годы населения. В 1974 году Конгресс США предоставил полномочия сформировать NIA для обеспечения лидерства своей страны в исследовании старения, тренинге специалистов, распространении информации о здоровье, и для проведения прочих программ, относящихся к старению и к пожилым людям. Последующие поправки в законодательстве также определили NIA как главное федеральное агентство по исследованию болезни Альцгеймера.
Институт расположен в городе Балтимор, Мэриленд. В настоящее время директором NIA является Ричард Хоудс, а заместителем директора (Deputy Director) Мари Бернардen.

## Задачи организации
Задачей NIA является улучшение здоровья пожилых американцев и увеличение среднестатистической продолжительности жизни нации. Упор делается на следующее:
- Проведении высококачественных исследований в областях
  - Процессы старения;
  - Возрастно-зависимые болезни;
  - Специфические проблемы и нужды пожилых людей;
- Подготовка высококвалифицированных научных работников из всех групп населения.
- Разработка и поддержание в самом актуальном состоянии ресурсов, способствующих ускорению процессов исследования.
- Распространение информации, взаимодействие с общественностью и заинтересованными группами на темы здоровья и прогресса в исследовании, поиск и обсуждение его новых направлений.

## Программы
NIA спонсирует исследования старения посредством заочных и очных программ. Заочные программы финансируют исследование и обучение в различных институтах, больницах, медицинских центрах, других общественных и частных организациях по всей стране. Очные программы представляют собой проведение исследовательских работ работ в Балтиморе, Мэриленд, где расположен сам NIA, и в кампусе NIH в городе Бетесда того же штата.